# Marie-France Garreau-Djé
Pour les articles homonymes, voir Garreau et Djé.
Marie-France Garreau-Djé, née le 10 avril 1992, est une joueuse française de volley-ball évoluant au poste de centrale.

## Biographie

### Carrière
D'origine ivoirienne, elle est naturalisée française en 2009. Elle grandit à Jouy-le-Moutier dans le Val-d'Oise où elle commence la pratique du volley-ball.
Sa carrière professionnelle démarre lors la saison 2008-2009 avec l'équipe de l'Institut fédéral et dispute le Championnat de Nationale 1.
Elle effectue à partir de 2010, trois saisons au Istres Ouest Provence puis évolue de 2013 à 2016 au VBC Chamalières. Avec ce dernier, elle termine finaliste du Championnat Élite 2014-2015, lui permettant d'accéder à la Ligue A. Un an plus tard, elle ne peut empêcher la descente du club vers l'échelon inférieur. 
En 2016, elle est recrutée par l'Entente sportive Le Cannet-Rocheville, avec lequel elle est finaliste du Championnat de France 2016-2017, battue par l'ASPTT Mulhouse.  
Elle remporte la Coupe de France 2020 avec le Pays d'Aix Venelles. 
Elle vit sa première expérience à l'étranger lors de la saison 2021-2022 en s'engageant avec le club espagnol du CV Las Palmas, évoluant en Superliga,. Pour son unique saison avec le club, elle termine finaliste du Championnat d'Espagne et remporte la Superoupe nationale. 
En 2022, elle rejoint la Serie A1 italienne et la formation de Chieri '76. Elle rompt son contrat d'un commun accord avec le club fin décembre 2022.
A l'intersaison 2023, elle effectue son retour dans le championnat de France en paraphant un contrat avec le VC Marcq-en-Barœul.

### Équipe nationale
En 2017, elle est appelée en équipe de France pour la première fois par le sélectionneur Félix André et participe à la Ligue européenne, au Grand Prix mondial ainsi qu'à l'Universiade d'été.

## Clubs
- Istres OPV (2010–2013)
- VBC Chamalières (2013–2016)
- ES Le Cannet (2016–2018)
- Volero Le Cannet (2018–2019)
- Pays d'Aix Venelles (2019–2021)
- CV Las Palmas (2021–2022)
- Chieri '76 (2022–déc.2022)
- VC Marcq-en-Barœul (2023–2024)
- Vitrolles Sport VB (2024–)

## Palmarès

### en France
- Championnat de France :
  - Finaliste : 2017.

- Coupe de France (1) :
  - Vainqueur : 2020.

- Championnat de France Élite :
  - Finaliste : 2015.

### en Espagne
- Championnat d'Espagne :
  - Finaliste : 2022.

- Superoupe d'Espagne (1) :
  - Vainqueur : 2021.